# Harvey Itano
Harvey Akio Itano (né le 3 octobre 1920, décédé le 8 mai 2010) est un biochimiste américain plus connu pour son travail sur la base moléculaire de la drépanocytose et d'autres maladies. En collaboration avec Linus Pauling, Itano a employé l'électrophorèse pour démontrer la différence entre l'hémoglobine normale et l'hémoglobine due à la drépanocytose. La publication de leurs recherches en 1949  « Drépanocytose, une maladie moléculaire » (en collaboration avec S. J. Singer et Ibert C. Wells)  était un évènement décisif dans la médecine moléculaire et l'électrophorèse de protéine.
En 1979, Itano fut le premier Américano-Japonais admis à l'« Académie des Sciences nationale des États-Unis » (dans la section de la génétique).
Itano a été professeur honoraire de pathologie à l'« Université de Californie » (San Diego).